# Kongeskibet Dannebrog (1879-1932)
 For alternative betydninger, se Kongeskibet Dannebrog. (Se også artikler, som begynder med Kongeskibet Dannebrog)
Kongeskibet Dannebrog (Det første Dannebrog, hjuldamper: 1879-1932) var kongeskib under Kong Christian IX, Frederik VIII samt Christian X. Skibet tjente som kongeskib i 53 år, inden det blev taget ud af brug i 1932, hvor det nuværende Dannebrog overtog tjansen som kongeskib. I 1934 blev det det første Dannebrog solgt til ophug.
Det gamle kongeskib, hjuldamperen Dannebrog med de store hjulkasser på siderne, hejste kommando i 1880.
Efter kommandohejsningen i artilleriskibet Niels Juel i 1923 blev dette skib undertiden udrustet som kongeskib på længere togter, og det gamle kongeskib kunne nu udfases. Der blev lagt planer om et nyt kongeskib, som skulle kunne bruges under kongefamiliens sejladser såvel i hjemlige farvande som i Nordatlanten.

## Udpluk af rejser[2]
| Dato:                                | Tjeneste: |
| 1880-1892                            | I sommermånederne på togt i danske farvande med enkelte besøg i udenlandske havne |
| 1893                                 | På rejse til England, eskorteret af krydseren VALKYRIEN i anledning af Hertugen af York og Prinsesse Marie af Tecks giftermål                                                                    |
| 1902                                 | På togt til Aarhus i anledning af, at prins Christian og prinsesse Alexandrine modtog slottet Marselisborg som gave                                                                              |
| 23. november 1905 - 1. december 1905 | Førte prins Carl af Danmark, der nu var udråbt til Norges Konge, Haakon VII, sammen med dronning Maud og kronprins Olaf til Norge, eskorteret af panserskibet OLFERT FISCHER og krydseren GEJSER |
| 15. juni 1906 - 2. juli 1906         | På togt ledsaget af panserskibet HERLUF TROLLE og krydseren HEKLA til Trondhjem, Norge, i anledning af Kong Haakon VII og Dronning Mauds kroning                                                 |
| December 1906 - 1907                 | *) Hovedreparation, hvor skibet blev forlænget til 72 meter og hovedmaskineriet udbygget. Tonnagen blev samtidigt forøget til 1.100 tons                                                         |
| 1909                                 | I sommermånederne på togt i danske farvande, fra 11. - 23. juli på rejse til Rusland, eskorteret af krydseren GEJSER                                                                             |
| 14. maj 1912 - 17. maj 1912          | Sammen med kystforsvarsskibet OLFERT FISCHER til Travemünde for at bringe kisten med Kong Frederik VIII, der var død i Hamborg 14. maj, tilbage til København                                    |
| 1913                                 | I sommermånederne på togt i danske farvande, samt besøg i Landskrona, Sverige og Rostock, Polen                                                                                                  |
| 1914                                 | På besøg i Sheernes, Dover Calais og Amsterdam og senere på togt i danske farvande |
| 1914-1918                            | Oplagt pga. 1. verdenskrig |
| 1919                                 | I sommermånederne på togt i danske farvande |
| 9. juli 1920 - 17. juli 1920         | På togt til Sønderjylland i anledning af genforeningen 10. juli 1920 |
| 1921-1931                            | I sommermånederne på togt i danske farvande |
| Juni 1934                            | Solgt til ophugning |